# Pietro Longo
Pietro Longo (né le 29 octobre 1935 à Rome) est un homme politique italien, secrétaire national du Parti social-démocrate italien de 1978 à 1985.
Il fait partie de la liste de Propaganda Due (P2).
Ministre du Budget dans le gouvernement de Craxi, il en démissionne à la suite du scandale de la P2. Il n'est pas réélu en 1987 et il perd l'immunité parlementaire ce qui le conduit à être condamné et même emprisonné pendant 5 mois.